# Яковлево (Дмитровский городской округ)
Яковлево — деревня в Дмитровском районе Московской области, в составе городского поселения Яхрома. Население — 16 чел. (2010). До 2006 года Яковлево входило в состав Астрецовского сельского округа.

## Расположение
Деревня расположена в центральной части района, в 1,5 км западнее Яхромы, у истоков безымянного ручья бассейна реки Яхромы, высота центра над уровнем моря 204 м. Ближайший населённый пункт — Астрецово на противоположном берегу ручья. Село Андреевское примыкает с востока.

## Население
| 2002 | 2006 | 2010 |
| ---- | ---- | ---- |
| 29   | ↗32  | ↘16  |